# 国家记忆
《国家记忆》是中国中央电视台中文国际频道（CCTV-4）的一档历史讲述类节目，号称“中国第一档国史节目”，2016年10月3日开始播出。

## 概要
《国家记忆》自稱以“为国家留史，为民族留记，为人物立传”为宗旨，内容为讲述中国共产党、中华人民共和国、中共军队的历史事件、各领域工程建设、决策背后的故事以及各阶层各时代的人物。节目邀请了中国国史研究机构——当代中国研究所和中华人民共和国国史学会作为学术支持，并邀请多位演员作为节目主讲人。节目于2016年10月3日开播，第一季于2016年12月底播出完毕，2017年4月3日，节目恢复播出。

## 播出时间
节目时长30分钟（含广告）。部分时间会使用30小时制，请注意换算。
CCTV-4亚洲版
- 首播：周一至周五 20:00
- 重播：周二至周六 09:00
- 重播：周日 09:00（五集连播）

CCTV-4欧洲版
- 首播：周二至周六 05:00
- 重播：周二至周六 13:30、22:00

CCTV-4美洲版
- 首播：周二至周六 09:30
- 重播：周二至周六 14:10、25:30
- 重播：周日14:10（五集连播）